# Пеленгер
Пеленге́р (рос. Пеленгер, марій. Пелэҥер) — присілок у складі Медведевського району Марій Ел, Росія. Входить до складу Шойбулацьке сільського поселення.

## Населення
Населення — 13 осіб (2010; 20 у 2002).
Національний склад (станом на 2002 рік):
- лучні марійці — 80 %